# 柏木あみ
柏木 あみ（かしわぎ あみ、1999年3月20日 - ）は、日本の元AV女優。2021年11月、羽月 結菜（はづき ゆいな）に改名。LIGHT所属。

## 略歴
2018年より「加賀美あみ（かがみ あみ）」の芸名でグラビアアイドルとして活動。e-2diveに所属していたが、2019年中に退所。
その後、バンビプロモーション所属となり「柏木あみ」に改名し、2020年6月にAVデビュー。
2021年5月、週刊プレイボーイでの次世代美巨尻AV女優ベスト10に選出。
2021年10月18日、自身のTwitterにて同日付で「柏木あみ」としての活動を終える事を発表。
2021年11月より所属事務所をLIGHTに移し、羽月結菜（はづき ゆいな）として活動を開始。

## 人物
公式ツイッターによると福岡県出身の獣医学部に在籍する大学生とされている。
趣味は体を動かすこと・巨根探し、特技は水泳。

## 出演作品

### イメージDVD
加賀美あみ 名義
- ハート・デート（2019年4月19日、竹書房）
- 感じて欲しい（2019年8月30日、スパイスビジュアル）
- ここまでやっちゃう!?（2020年4月30日、スパイスビジュアル）

### アダルトDVD

#### 柏木あみ 名義
- 新人 この巨乳娘、なんか気になる。 獣医学部に通う性欲雄ウサギ級の絶倫すぎる女子大生デビュー（6月1日、MOODYZ）
- ボーイッシュ美少女着エロアイドルあみちゃん AV解禁!! むっちりFcupボディでデカマラ喰い3本番（6月13日、Fitch）※「あみちゃん」名義
- 「アナタの唇の感触が忘れられない…。」 偶然のキスから燃え上がる接吻性交（6月25日、マドンナ）
- この巨乳娘、やっぱり気になる。 獣医学部に通う絶倫女子大生 初めてのナマ中出し（6月25日、本中）
- SNSで出会った地味なくせに色白でムチムチしやがってクソエロく、大人しいくせに承認欲求高めな所がイラっとくる巨乳ニートちゃんの実家で強引ゲリラ撮影!その正体は、いいなりドMの自ら奥まで咥え込むバキューム系ディープスロート狂チ●ポ大好き女子でした。（7月27日、MERCURY）※「ミク」名義
- 噂の童顔痴女巨乳2人組のいる女子寮 下着姿で不意打ち勃起した宅配員をニヤニヤ顔で痴女狩り 親友あみ&ひより（8月1日、キチックス）※「あみ」名義
- SUKESUKE 32（8月7日、SUKESUKE）
- イジめて欲しいとねだるドM顔! 地味巨乳メガネ少女は出会い系で男漁りをする変態だったのでヤリタイ放題してやりました（8月13日、アポロ）
- 素人女子大生限定! パンティ素股でカチカチち●ぽがアソコに擦れて赤面発情! クロッチは恥ずかし汁まみれ!そのまま生で擦り合わせて、ヌルヌルワレメに結局つるんっと入って生中出し!! 赤面女子2周年記念 特別編 10人収録10時間撮り下ろし（8月14日、赤面女子）
- 親に隠れてこっそり兄妹近親相姦 親の前ではわざと兄妹ゲンカ。しかし実は兄妹以上の関係で、兄と妹は二人きりになるとラブラブセックスを始める!（8月19日、Hunter）
- 羞恥 新入生発育健康診断2020 〜真夏〜（8月27日、サディスティックヴィレッジ）
- 中出し露天温泉 デカ乳輪&乳首ビンビンのむっつりスケベなムチムチ18才淫乱娘（8月28日、ま○こ銀行）
- 円女交際 中出しoKショート黒髪変態性社員OL（9月7日、パコパコ団とゆかいな仲間たち）
- 小説家を夢見る文学美少女の彼女は俺の親父に寝取られ種付けプレスされていた。（9月13日、ダスッ!）
- 「一回でいいから襲ってよ!ずっと待ってたんだよ!」 鈍感過ぎる男におあずけを繰り返された実は性欲旺盛ボーイッシュ女子大生が我慢の限界に!? 毎週ボクの部屋に遊びにくる同じ大学に通うクラスメイト女子。サバサバしてて男友達みたいだから気を使わなくていいんだけど…。ある日いつものように部屋に来たら突然不機嫌に!鈍感すぎるボクはクラスメイト女子のOKサインを見落としていたらしく、おあずけを繰り返されて性欲が爆発!?普段見せないメス顔でチ○ポを欲しがるのでボクもその気になり、何度も中出しして朝までヤリまくってしまいました!!（9月19日、Hunter）
- ちんぐり返しで微笑み騎乗する。驚く程ド淫乱な清楚に見えた新入社員。 柏木あみ（9月25日、ダスッ!）
- 旦那が出張中の3日間、叔母さんのデカ尻が大好きすぎて2人きりの自宅で生ハメしまくって何度も中出しした 柏木あみ（10月1日、LUNATICS）
- 中出しブルマん娘 あみ 柏木あみ（10月8日、フェチ眼）
- 全裸温泉旅館 ご到着からご帰宅まで巨乳・巨尻・パイパンの女将と仲居が裸でおもてなし 羽生アリサ 高坂あいり 柏木あみ（12月3日、グローリークエスト）
- 変態お嬢様あみ 下卑た小父さん達に嬲られて、輪姦されるって蕩けちゃう… 柏木あみ（12月13日、オーロラプロジェクト）
- ムチムチお尻と水着の競演 柏木あみ（12月13日、ミル）
- 絶頂生徒指導旅行 ムチムチ巨乳の優秀な教え子と子宮直撃痙攣SEX! 息を荒くし腰を振り続ける肉欲娘 柏木あみ（12月25日、オーロラ・プロジェクト）

- 幼馴染がボーイッシュすぎて女として意識してなかったけど偶然触れたら隠れ巨乳!! オッパイをメチャクチャ揉みしだいたら急に女の顔になったので中出しセックスしちゃいました♪（1月8日、アイエナジー）
- サエない僕に罪作りな小悪魔女子校生がパンチラで誘惑して生ハメ、中出しを求めて来る! 1回中に出しただけでは満足せずにグッショリマ○コを押し付けて求めて来て挿入されて2回戦! 出したばかりなのに連続中出し!（2月11日、アイエナジー）
- ドスケベ女子校生快楽中毒デカ尻性欲モンスター 柏木あみ（3月25日、デジタルアーク）
- 変態デカ尻ペット 押しに弱いのに性欲絶倫肉便器 柏木あみ（4月7日、山と空）
- 催淫洗脳された女性社員は嫌がりながらも淫乱ビッチになっていた 柏木あみ 如月夏希（4月13日、ダスッ!）
- MSGK無許可中田氏円光 メンヘラ地雷系アイドル娘くるみちゃん (18) & SNSで男根貪る性獣娘あみちゃん (18)（6月7日、パコパコ団とゆかいな仲間たち）
- おしっこ114連発 98人（9月2日、グローリークエスト）
- 近親レズ相姦 ～ハレンチ従姉とメガネ地味娘～ 柏木あみ 永野つかさ（10月5日、U&K）
- 変態デカ尻アスリートは僕達の性欲処理肉便器 鍛えられたムッチリ太ももにエロ巨尻体育大学生は性欲絶倫! 長チ○ポで子宮ガン突かれてイキまくるのが大好きな変態エロ女 柏木あみ（10月12日、デジタルアーク）
- 女性専用 乳首こねクリニック健康診断 新村あかり 山本蓮加 柏木あみ（11月11日、ROCKET）
- Flying Bitch 完全に振り切ってるAV女優のSEXドキュメンタリー＃1全性愛 パンセクシャルの性欲絶倫女子大生 柏木あみ（12月1日、OFFICE K’S）
- 口の中の感触をじっくりと味わう、優しいスロ～フェラチオ（12月1日、OFFICE K’S）

- 4P・ショートカットレズビアンズ! ～知的に見える美しいショートカットの女性たちが淫らにイキまくる! 猫村にこ 綾瀬ひまり 最上りさ 柏木あみ（1月11日、セレブの友）
- AV業界合コン! 5 ～酒とデカチンに酔ったAV女優4人がイキ果てる! 猫村にこ 綾瀬ひまり 最上りさ 柏木あみ（4月5日、婦人社/エマニエル）
- 回春ペニバンレズエステ ～秘密のエロ施術マル秘女性ホルモン活性コース～（6月7日、U&K）

#### 羽月結菜 名義
- ドスケベスイマー快楽中毒発情デカ尻性欲モンスター 羽月結菜（4月19日、デジタルアーク）
- 尻地獄 Level 2 羽月結菜（5月12日、Mr.michiru）
- 素人トーキョー No.04 円光女子校生に生ハメ中出し!（5月24日、素人トーキョーH.S./妄想族）
- 生中痴漢集団 4（6月9日、ナチュラルハイ）

### アダルト配信
「MGS動画」
即挿れOK幼妻!?隠れビッチで巨乳の性的ボディ!!名器判明の即なま中出し!!「たらない…♪」と休憩無しの即おかわりスパイダー騎乗位で2発目を膣内吸引SEX!!お風呂でも足らずにチ○コしゃぶるド淫乱妻に3発見の充実の夏!!/AV男優の電話帳/No.037（2020年8月14日、プレステージプレミアム）※「あみ」名義

### アダルトVR
柏木あみ 名義
- 巨乳大学生がボクのチ○ポにドハマりしているVR!! 「アナタのチ○ポ大好き」と言われて勃起! 「アナタのチ○ポ気持ちいい」と言われて3連射! VR史上最多「チ○ポ」で最高のバーチャルSEX体験!! 柏木あみ（9月9日、MOODYZ）
- HQ劇的超高画質 男装女子 さらしの下にはふんわり巨乳 教室で内緒の中出しセックス 柏木あみ（11月25日、ブイワンVR）

- 姉のパンティーに興奮し、シコっていたらバッチリ見られていた!! それ以来、ずっと見下し罵倒されながら射精管理されるボク…柏木あみ（1月29日、KMPVR）
- ドMレイヤーのオフパコ中出し個人撮影会 柏木あみ（2月5日、KMPVR-bibi-）
- HQ60fps 巨乳ボーイッシュ陸上女子をヤる! 性に目覚めたカラダに快楽を教えこむ 柏木あみ（3月5日、TEPPAN）
- 女子が唾を飲ませ顔面を舐め尽くすVR（3月25日、KMPVR）
- 尻向けオナニーVR（6月17日、KMPVR）